# Asopus Vallis
Asopus Vallis es una formación geológica de tipo valle en la superficie de Marte, localizada con el sistema de coordenadas planetocéntricas a -4.01° latitud N y 210.54° longitud E, que mide 40.82 km de diámetro. El nombre fue aprobado por la Unión Astronómica Internacional en 1985 y hace referencia a una de las características de albedo en Marte.